# Яшин, Вадим Викторович
Вадим Викторович Яшин (род. 27 июля 1971, Челябинск, СССР) — российский футболист, игрок в мини-футбол. Известен выступлениями за челябинский «Феникс», екатеринбургский «ВИЗ» и сборную России по мини-футболу. Заслуженный мастер спорта.
После завершения игровой карьеры перешёл на тренерскую работу. Ныне возглавляет мини-футбольный клуб «Ухта».

## Биография
В детстве непродолжительное время занимался хоккеем и биатлоном, однако нашёл себя в футболе. Позднее начал играть в мини-футбол. В 1993 году был приглашён в один из челябинских футбольных клубов, выступавших во Второй лиге, тренировался там две недели, однако клуб прекратил своё существование.
Мини-футбольную карьеру начал в челябинском «Фениксе», в котором провёл три сезона, затем перешёл в екатеринбургский «ВИЗ». В составе сборной России сыграл 37 матчей, забил 29 мячей. 
Впервые был приглашён в студенческую сборную России в 1994 году на чемпионат мира среди студентов, который стал победным для сборной России. Ездил на Чемпионат мира по мини-футболу 1996 года и два чемпионата Европы по мини-футболу. На континентальном первенстве 1999 года выиграл титул чемпиона Европы.
В 2001 году Яшин получил травму колена, из-за которой не играл в течение года и позже принял решение завершить карьеру игрока. В 2003 году получил предложение занять должность помощника главного тренера «Синары». Однако в конце 2003 года ушёл из команды и получил предложение от клуба «ТТГ-Ява» стать полевым игроком команды. Проведя три месяца в команде, Яшин окончательно «повесил футзалки на гвоздь».
Образование — высшее спортивное. Окончил Челябинский государственный педагогический институт по специальности «учитель физической культуры».
Через несколько лет после окончательного завершения игровой карьеры занялся тренерской работой, возглавлял уфимский клуб «Динамо-Тималь» и московский ЦСКА. Затем работал помощником главного тренера МФК «Динамо-2». В конце сентября 2010 года возглавил сыктывкарский клуб «Новая генерация». По окончании сезона 2011/12 Вадим Викторович покинул «Новую генерацию» и вскоре возглавил «Синару» из Екатеринбурга. 
В мае 2015 года возглавил КПРФ.
10 июля 2017 года Яшин вновь возглавил сыктывкарский клуб. Под руководством Яшина в сезоне 2018/19 команда вышла в полуфинал и тем самым смогла повторить свой лучший результат в истории. В остальные сезоны Сыктывкарская команда стабильно занимала места во второй половине таблице и вылетала в четвертьфинале. По окончании сезона 2021/22 Яшин покинул клуб.
В мае 2022 года возглавил мини-футбольный клуб «Ухта», подписав трёхлетний контракт.

## Достижения

### Как игрок
ВИЗ
- Кубок Высшей лиги: 1998
- Серебряный призёр чемпионата России: 1997/98, 1998/99

Сборная России
- Бронзовый призёр чемпионата мира: 1996
- Чемпион Европы по мини-футболу: 1999
- Серебряный призёр чемпионата Европы: 1996
- Победитель студенческого чемпионата мира по мини-футболу:  1994

### Как тренер
Ухта
- Кубок Лиги: 2024
- Серебряный призёр чемпионата России: 2023/24